# Bangun Rejo (Tanjung Morawa)
Bangun Rejo is een bestuurslaag in het regentschap Deli Serdang van de provincie Noord-Sumatra, Indonesië. Bangun Rejo telt 11.969 inwoners (volkstelling 2010).